# Georg Thym
Georg Thym (* um 1520 in Zwickau; † 21. Dezember 1560 in Wittenberg) war ein deutscher Pädagoge, Dichter und Autor. Er hat mehrere weitere Namensformen, darunter Georg Thymus und Georg Klee.

## Leben
Thym besuchte zunächst die Schule seiner Heimatstadt und bezog 1540 die Universität Wittenberg. Hier lernte er neben Martin Luther auch Philipp Melanchthon kennen, mit dem er zeitlebens verbunden blieb. Nachdem er sein Grundstudium absolviert hatte, nahm Thym 1544 eine Stelle als Unterlehrer in Magdeburg an, wo er unter anderem ein Kollege von Martin Agricola war.
Bald darauf wechselte er an die Schule in Zerbst und nahm, nachdem er in Wittenberg den akademischen Grad eines Magisters erworben hatte, 1548 die Stelle als Rektor der Schule seiner Heimatstadt Zwickau an. Dort konnte er sich jedoch nicht lange halten. Daher folgte er 1551 (alternativ 1549) einem Ruf nach Goslar, übernahm 1554 (alternativ 1550) das Amt eines Schulmeisters in Wernigerode und kehrte im Folgejahr nach Wittenberg zurück, wo er im Oktober an der philosophischen Fakultät der Wittenberger Akademie aufgenommen wurde. Nach einer anderen Quelle blieb er bis 1558 in Wernigerode, bevor er Professor in Wittenberg wurde.
Hier hielt er Privatvorlesungen, betrieb seine Studien weiter und gründete eine Privatschule. Thym hat sich vor allem als Verfasser von Schulbüchern, grammatischen Schriften, als Verfasser von deutschen und lateinischen Gedichten hervorgetan. Neben einem Handbüchlein der christlichen Lehre in Versform ist sein Sagenkreis um Heinrich dem Löwen in Versform hervorgetreten.

## Werke
- Exempla syntaxeos utilia adolescentiae. Rhau, Wittenberg 1548.
- Zwölff Heuptartikel des Bekendtnis unseres christlichen Glaubens.
- Ex Sacra Scriptura Compositum Epithalamium, in honorem Nuptiarum D. Magistri Friderici Dedekindi ... sponsi, et sponsae Iulianae ... Euricij Cordi filiae. 1553. (Digitalisat)
- Fünff schone vnd Christliche Lieder aus dem Psalter Dauids zu singen gezogen. Das erste Jst ein gebet vmb ein Christlich leben. Jm thon Von edler art. Das ander ein morgen vnd abent segen im vorigen thon. [v.Johannes Freder d.Ä.] Das dritte ein Benedicite vor tisch im thon Erhalt vns Herr. [v.Johannes Horn] Das vierte eine dancksagung nach dem tische im thon Vitam quae faciunt beatiorem. [v.Johannes Horn] Das fuenffte von Bruederlicher einigkeit der CXXXiij Psalm im thon Von allen Menschen abgewand oder Aus tieffer not. (Digitalisat)
- Des edlen vn[d] streitbaren heldes Thedel Vnvorferden von Walmoden ... Thaten Magdeburg 1558, Straßburg 1559, Wolfenbüttel 1563. (Digitalisat der Ausg. Messerschmidt, Straßburg 1588)
- Tetras Vocum Graecarum. Coler, Leipzig 1670. (Digitalisat)
- Elegia hecatosticha Georgii Thymi, accedunt praefatio Melanchthonis ined. et hymnus incerti auctoris Aufer immensam, deus, aufer iram cum melodia Pauli Schalnreuteri. Wernigerode 1876.